# Fußballauswahl der Republika Srpska
Die Fußballauswahl der Republika Srpska (serbokroatisch Фудбалска репрезентација Републике Српске Fudbalska reprezentacija Republike Srpske) ist die vom Fußballverband der Republika Srpska (FSRS) aufgestellte Fußballmannschaft der Republika Srpska in Bosnien und Herzegowina. Sie nimmt nicht an internationalen Turnieren der UEFA und FIFA teil, da sie nicht Mitglied dieser beiden Verbände ist. Sie trägt ihre Heimspiele meistens im Gradski stadion Banja Luka aus.

## Geschichte
Am 13. August 2013 wurde Željko Buvač zum Auswahltrainer berufen, nachdem die UEFA und die FIFA die Erlaubnis erteilt hatten, dass die Republika Srpska Freundschaftsspiele bestreiten darf. Zu der Zeit war Buvač unter Jürgen Klopp noch Co-Trainer bei Borussia Dortmund.

## Begegnungen
| Austragungsdatum | Wettbewerb         | Austragungsort   | Heimmannschaft       | Ergebnis | Auswärtsmannschaft   |
| ---------------- | ------------------ | ---------------- | -------------------- | -------- | -------------------- |
| 1992             | Freundschaftsspiel | Banja Luka       | Republika Srpska     | 1 – 1    | Serbische Krajina    |
| 1998             | Freundschaftsspiel | Istočno Sarajevo | Slavija Sarajevo     | 2 – 2    | Republika Srpska     |
| 1999             | Freundschaftsspiel | Banja Luka       | Republika Srpska     | 2 – 2    | Kozara Gradiška      |
| 1999             | Freundschaftsspiel | Banja Luka       | Republika Srpska     | 2 – 1    | Rudar Ugljevik       |
| 1999             | Freundschaftsspiel | Banja Luka       | Republika Srpska     | 4 – 0    | Republik Srpska U-21 |
| 1999             | Freundschaftsspiel | Dvorovi          | Proleter Dvorovi     | 0 – 4    | Republika Srpska     |
| 2000             | Freundschaftsspiel | Banja Luka       | Republika Srpska     | 1 – 2    | Republik Srpska U-21 |
| 2000             | Freundschaftsspiel | Banja Luka       | Republika Srpska     | 4 – 0    | AO Kavala            |
| 2000             | Freundschaftsspiel | Banja Luka       | Republika Srpska     | 2 – 0    | Boksit Milići        |
| 2000             | Freundschaftsspiel | Ugljevik         | Rudar Ugljevik       | 1 – 2    | Republika Srpska     |
| 2000             | Freundschaftsspiel | Banja Luka       | Republika Srpska     | 4 – 1    | Republik Srpska U-21 |
| 2001             | Freundschaftsspiel | Banja Luka       | Republika Srpska     | 4 – 1    | Republik Srpska U-21 |
| 2001             | Freundschaftsspiel | München          | FC Bayern München II | 1 – 0    | Republika Srpska     |
| 2001             | Freundschaftsspiel | München          | 1. FC Schweinfurt 05 | 2 – 4    | Republika Srpska     |
| 2001             | Freundschaftsspiel | Bijeljina        | Radnik Bijeljina     | 1 – 1    | Republika Srpska     |